# La aventura del pasaje Güemes
La aventura del pasaje Güemes es una película sin sonido de Argentina filmada en blanco y negro dirigida por Julio Irigoyen sobre guion de Alberto Weisbach que se estrenó en 1924.

## Producción
El filme fue producido por Buenos Aires Film, una empresa dirigida por Julio Irigoyen que se caracterizaba por producir filmes clase “C” de muy bajo presupuesto y poca calidad artística, que en general eran historias con los  personajes característicos de la ciudad: guapos prostitutas, cantores de tango, jugadores en oscuros cafetines, hipódromos y salones aristocráticos. La mayoría eran películas de gauchos o típicamente porteñas, con tango o con canciones de tierra adentro. Es dificultoso acceder a información sobre esas películas, en primer lugar porque una parte no se estrenó en Buenos Aires sino en las provincias del interior de Argentina y también en otros países de América Latina, en segundo término porque Irigoyen no conservaba los negativos y en tercer lugar por el escaso interés que tenía por ellas la prensa especializada. Jorge Finkielman dice que:

"La deficiente actuación, dirección, producción y fotografía estaban al mismo nivel que se encuentran en otras películas estrenadas en la época tanto por este como por otros productores"-

## Reparto
Actuaron en la película los siguientes intérpretes:
- Mrs. Neubour
- Matías A. de Torres
- Rodolfo Vismara